# Дэнди Николс
Дэ́нди Ни́колс (англ. Dandy Nichols; 21 мая 1907, Хаммерсмит, Большой Лондон — 6 февраля 1986, Уайтчепел, Большой Лондон) — английская актриса театра, кино и телевидения. Наиболее запомнилась зрителю исполнением роли Элси Гарнетт в телесериале «Пока смерть не разлучит нас». С 1953 по 1965 год в титрах нередко указывалась как Дэнди Николлс.

## Биография
Дейзи Сандер (настоящее имя актрисы) родилась 21 мая 1907 года в Лондоне. После окончания школы устроилась секретарём на один из заводов города. Попутно посещала курсы драматического искусства, речи и фехтования, выступала в благотворительных постановках. Так продолжалось двенадцать лет, пока на одном из выступлений её не заметил театральный продюсер, который пригласил девушку играть в профессиональных театрах Кембриджа. Она согласилась, взяла сценический псевдоним Барбара Николс, но вскоре поменяла его на Дэнди Николс. После начала Второй мировой войны вернулась к офисной работе, хотя у неё и было полуторамесячное турне с Национальной ассоциацией развлечений. Когда война кончилась, Дэнди вернулась в театр, а с 1947 года также начала сниматься в кино, с 1952 года — в телефильмах и телесериалах. Амплуа — горничная или кокни-уборщица (charwoman) в комедиях, безвкусная домработница или домохозяйка, непривлекательная жена, зачастую в халате, сетке для волос и бигудях.
К 1985 году Николс страдала ревматоидным артритом и передвигалась на инвалидной коляске, но продолжала сниматься даже в таком виде.
Дэнди Николс скончалась 6 февраля 1986 года в Королевской лондонской больнице от пневмонии и болезни сердца.

### Личная жизнь
В 1942 году Николс вышла замуж за газетного редактора по имени Стивен Багли Уотерс. Пара прожила вместе тринадцать лет, в 1955 году последовал развод, так как муж был уличён в супружеской измене. Детей у них не было. Больше актриса замуж не выходила, детей у неё не было.

## Театр
- 1970—1971 — Дом[англ.] / Home — Марджори (театр «Ройал-Корт» и Бродвейский театр)[5][6][7]
- 1976 — Грабёж[англ.] / Plunder — миссис Хьюлетт (театр «Ройал-Корт»)[8]

## Избранная фильмография
За 38 лет кинокарьеры Дэнди Николс снялась в 154 кино- и телефильмах и телесериалах, в том числе в 19 случаях без указания в титрах. Амплуа — горничная или кокни-уборщица (charwoman) в комедиях, безвкусная домработница или домохозяйка, непривлекательная жена, зачастую в халате, сетке для волос и бигудях.

### Широкий экран
В титрах не указана
- 1947 — Жизнь и приключения Николаса Никлби[англ.] / The Life and Adventures of Nicholas Nickleby — сотрудница Манталини
- 1948 — Привлекательный мальчик[англ.] / The Winslow Boy — мисс Хокинс
- 1950 — Бабочки?! / The Clouded Yellow — мать Эрни в поезде
- 1951 — Государственная измена[англ.] / High Treason — женщина, оттирающая ступеньку крыльца
- 1952 — Посмертные записки Пиквикского клуба[англ.] / The Pickwick Papers — леди на балу
- 1953 — Угол улицы[англ.] / Street Corner — миссис Фёрнесс, соседка
- 1954 — Без ума от мужчин[англ.] / Mad About Men — домовладелица медсестры Кэри
- 1957 — Суд над городом[англ.] / Town on Trial — миссис Уилсон
- 1965 — Сгнивший насквозь[англ.] / Rotten to the Core — женщина на кладбище
- 1965 — На помощь! / Help! — соседка

В титрах указана
- 1948 — Поверженный идол / The Fallen Idol — миссис Паттерсон
- 1948 — Женоненавистник[англ.] / Woman Hater — миссис Баррелл
- 1948 — А вот и Хаггетты / Here Come the Huggetts — тётя Эди
- 1948 — Скотт из Антарктики[англ.] / Scott of the Antarctic — Каролина
- 1949 — История господина Полли[англ.] / The History of Mr. Polly — миссис Джонсон
- 1950 — Ваш свидетель[англ.] / Your Witness — официантка
- 1950 — Тони рисует лошадь[англ.] / Tony Draws a Horse — миссис Смит
- 1950 — Танцевальный зал[англ.] / Dance Hall — миссис Крэбтри
- 1951 — Белые коридоры[англ.] / White Corridors — «Пеструшка»
- 1952 — Счастливая семья[англ.] / The Happy Family — Эйда
- 1952 — Экстренный вызов[англ.] / Emergency Call — барменша
- 1952 — Мать Райли встречает вампира[англ.] / Mother Riley Meets the Vampire — миссис Мотт
- 1952 — Плющ и остролист[англ.] / The Holly and the Ivy — соседка
- 1953 — Знакомьтесь: мистер Люцифер[англ.] / Meet Mr. Lucifer — миссис Кларк
- 1954 — Многолюдный день[англ.] / The Crowded Day — уборщица
- 1955 — Глубокое синее море / The Deep Blue Sea — миссис Элтон
- 1956 — Женское прикосновение[англ.] / The Feminine Touch — горничная
- 1956 — Белокурая грешница[англ.] / Yield to the Night — миссис Прайс
- 1957 — Доктор на свободе / Doctor at Large — леди в амбулаторном отделении
- 1958 — Странный мир планеты Икс / The Strange World of Planet X — миссис Такер
- 1958 — Викинги / The Vikings — Бриджет
- 1963 — Леди в деле[англ.] / Ladies Who Do — миссис Мерриуэзер
- 1964 — Кожаные парни[англ.] / The Leather Boys — миссис Стэнли
- 1965 — Сноровка... и как её приобрести / The Knack ...and How to Get It — домовладелица Тома
- 1965 — Любовные приключения Молл Флэндерс[англ.] / The Amorous Adventures of Moll Flanders — суперинтендант[англ.] детского дома
- 1965 — Ранняя пташка / The Early Bird — женщина, залитая молоком
- 1966 — Доктор и его медсёстры[англ.] / Doctor in Clover — пациентка с камнями в почках
- 1966 — Девушка Джорджи[англ.] / Georgy Girl — медсестра
- 1967 — Как я выиграл войну / How I Won the War — пожилая дама
- 1967 — Так держать, доктор[англ.] / Carry On Doctor — миссис Ропер
- 1968 — День рождения[англ.] / The Birthday Party — Мег
- 1968 — Пока смерть не разлучит нас[англ.] / Till Death Us Do Part — Элси Гарнетт
- 1969 — Жилая комната[англ.] / The Bed Sitting Room — миссис Этель Шроук
- 1970 — Первая любовь / Erste Liebe — княгиня Засекина
- 1972 — Сага об Альфе Гарнетте[англ.] / The Alf Garnett Saga — Элси Гарнетт
- 1973 — О, счастливчик! / O Lucky Man! — раздавальщица напитков / соседка
- 1974 — Исповедь чистильщика окон[англ.] / Confessions of a Window Cleaner — миссис Ли
- 1982 — Госпиталь «Британия» / Britannia Hospital — Флорри, рабочая
- 1982 — Отчаянные псы / The Plague Dogs — Филлис (озвучивание)

### Телевидение
- 1957—1959 — 10-й отдел скорой помощи[англ.] / Emergency – Ward 10 — миссис Хилл (в 15 эпизодах)
- 1960 — Мегрэ[англ.] / Maigret — консьержка (в эпизоде The Revolver)
- 1960, 1963, 1965 — Негде спрятаться[англ.] / No Hiding Place — разные роли (в 3 эпизодах)
- 1961, 1964, 1966 — Диксон из Док-Грин[англ.] / Dixon of Dock Green — разные роли (в 4 эпизодах)
- 1961—1962, 1964, 1966, 1969, 1973 — Театр в кресле[англ.] / Armchair Theatre — разные роли (в 6 эпизодах)
- 1964 — Тайны Эдгара Уоллеса[англ.] / Edgar Wallace Mysteries — Мод Питерсон (в эпизоде Act of Murder)
- 1965, 1978—1979 — Пьеса месяца[англ.] / Play of the Month — разные роли (в 3 эпизодах)
- 1966—1968, 1972, 1974—1975 — Пока смерть не разлучит нас[англ.] / Till Death Us Do Part — Элси Гарнетт (в 41 эпизоде)
- 1967 — Человек в чемодане[англ.] / Man in a Suitcase — домовладелица (в эпизоде Man from the Dead)
- 1967—1968, 1973 — Джеканори[англ.] / Jackanory — рассказчица историй (в 7 эпизодах)
- 1971—1972 — Это Клифф Ричард! / It's Cliff Richard! — мама Уны (в 6 эпизодах)
- 1972, 1980 — Пьеса на сегодня[англ.] / Play for Today — разные роли (в 3 эпизодах)
- 1978 — Королевский суд[англ.] / Crown Court — Эми Селларс (в эпизоде Still Waters: Part 1)
- 1981 — Сага о Багторпе / The Bagthorpe Saga — миссис Фосдайк (в 6 эпизодах)
- 1981 — Пока смерть…[англ.] / Till Death... — Элси Гарнетт (в 6 эпизодах)
- 1983 — Бержерак[англ.] / Bergerac — миссис Ханимен (в эпизоде A Message for the Rich)
- 1985 — В болезни и здравии[англ.] / In Sickness and in Health — Элси Гарнетт (в 7 эпизодах)

### Прочее
- 1982 — клип на песню Goody Two Shoes Адама Анта — уборщица Адама Анта[9]